# Kamenni
Kamenni (en rus: Каменный) és un poble (un khútor) de l'óblast de Rostov, a Rússia, segons el cens rus del 2010 tenia 353 habitants. Pertany al districte de Zernograd.